# 台無孔網蝽
台無孔網蝽（学名：Dictyla uichancoi）为網蝽科無孔網蝽屬下的一个种。